# 한국정밀기계
한국정밀기계(HNK MACHINE TOOL Co. Ltd.)는 대한민국의 대형공작기계 기업이다. 본사는 경상남도 함안군 법수면 윤외공단길 83-1에 위치해 있으며 대표이사는 하종식이다.

대표이사가 우원식 국회의장과 같은 연세대 출신이라는 이유로 우원식 테마주로 분류되어 있다

## 역사
1960년 한국금속공업사로 설립되어 1998년에 현재 사명으로 변경하였다.

## 상장
2009년 5월 19일에 공모가 22,000원에 코스닥 시장에 상장하였다.

## 같이 보기
- 우원식

## 참고문헌
1. ↑  김민수, 한국IR협의회 기업리서치센터-한국정밀기계, 2023.07.06.[깨진 링크(과거 내용 찾기)]
2. ↑  "2년 만에 거래재개"…한국정밀기계, '상장유지'에 급등세, 와우TV, 2023년 3월 28일
3. ↑  '상장 유지 결정'에 한국정밀기계 주가 '上', ET뉴스, 2023년 3월 28일
4. ↑  한국정밀기계 20% 급등 외...재무 상태는?, 아이투자, 2023년 4월 24일
5. ↑  박지혜, 한국정밀기계 주가, 상한가 기록... 우원식 관련주 '강세', 금강일보, 2024.12.17